# Guy Armitage
Pour les articles homonymes, voir Armitage.
Pas d'image ? Cliquez ici

a Compétitions nationales et continentales officielles uniquement.

b Matchs officiels uniquement.
Guy Armitage, né le 29 novembre 1991 à Westminster (Angleterre), est un joueur de rugby à XV et  rugby à XIII anglais. Formé au XV, il a longtemps exercé dans ce code de rugby au poste de centre avant de changer de code pour le XIII à 28 ans au poste de centre également.
Issu d'une fratrie de joueur de rugby avec Delon Armitage et Steffon Armitage, tous deux internationaux anglais de rugby à XV, Guy Armitage fait sa formation dans ce code de rugby aux London Irish. Grand espoir, vainqueur du Tournoi des Six Nations des moins de 20 ans en 2011 avec l'équipe d'Angleterre des - 20 ans aux côtés d'Owen Farrell et de George Ford, Armitage joue les plusieurs saisons entre première division et seconde division anglaise avec les London Irish, London Welsh, London Scottish ou encore les Wasps. 
En août 2019, il se décide de changer de code de rugby en signant pour le club de rugby à XIII des London Broncos et des débuts en Super League contre les Dragons Catalans. En 2021, il rejoint le club français du Toulouse olympique XIII remportant le titre de Championship en 2021 et prenant part au premier match de l'histoire de Toulouse en Super League, et en participant par 2 fois à la phase finale du Championship en 2023 et 2024.
A l'ouverture de la saison 2024 - 2025 du Championship, il rejoint le club Bradford Bulls.

## Palmarès

### Rugby à XV
- Collectif : 
  - Vainqueur du Tournoi des Six Nations des moins de 20 ans : 2011 (Angleterre).

### Rugby à XIII
- Collectif :
  - Vainqueur du Championship : 2021 (Toulouse).
  - Finaliste du Championship : 2023 et 2024 (Toulouse).

### En club
| Saison | Club                    | Compétition  | Matchs | Points | Essais | Buts | Drop |
| ------ | ----------------------- | ------------ | ------ | ------ | ------ | ---- | ---- |
| 2019   | London Broncos          | Super League | 2      | -      | -      | -    | -    |
| 2020   | London Broncos          | Championship | 5      | 12     | 3      | -    | -    |
| 2021   | Toulouse olympique XIII | Championship | 2      | 12     | 3      | -    | -    |
| 2022   | Toulouse olympique XIII | Super League | 15     | 28     | 7      | -    | -    |